# Großer Preis von Italien 1981
Der Große Preis von Italien 1981 (offiziell LII Gran Premio d'Italia) fand am 13. September auf dem Autodromo Nazionale di Monza in Monza statt und war das 13. Rennen der Formel-1-Weltmeisterschaft 1981.

## Berichte

### Hintergrund
Nelson Piquet und Carlos Reutemann traten als punktgleich Führende in der Weltmeisterschafts-Fahrerwertung zum 13. WM-Lauf an, der nach einem Jahr Unterbrechung, in dem der Große Preis von Italien in Imola stattgefunden hatte, wieder auf der traditionsreichen Strecke von Monza ausgetragen wurde. Alain Prost wurden ebenfalls noch realistische Chancen auf den WM-Titel eingeräumt.
Im Fahrerfeld gab es keinerlei Veränderungen seit dem Großen Preis der Niederlande zwei Wochen zuvor.

### Training
René Arnoux bescherte seinem Team Renault die sechste Pole-Position in Folge. Für ihn selbst war es die vierte des Jahres. Dass nicht zum fünften Mal in Folge beide Renault-Piloten die erste Reihe belegten, verhinderte Reutemann, indem er Prost auf den dritten Startplatz verdrängte. Dahinter folgten Jacques Laffite, Alan Jones und Piquet.
Brian Henton gelang es im zehnten Versuch als erstem Fahrer, sich mit einem Toleman für einen Grand Prix zu qualifizieren.

### Rennen
Durch einen sensationellen Start erreichte Didier Pironi hinter Prost, Reutemann und Arnoux als Vierter die erste Schikane. Noch während der ersten Runde kämpfte er sich bis auf Rang zwei nach vorn, wurde jedoch in der fünften Runde von Arnoux wieder von dieser Position verdrängt und fiel kurz darauf hinter Laffite zurück, der zuvor Jones, Piquet und Reutemann überholt hatte. Gilles Villeneuve hatte unterdessen zur Spitzengruppe aufgeschlossen, schied jedoch mit einem Schaden am Turbolader in der siebten Runde aus. Durch einen Reifenschaden fiel Laffite zunächst zurück. Als es kurz darauf zu regnen begann, schied er ebenso aus, wie vier weitere Kontrahenten, die von dem einsetzenden Schauer überrascht wurden.
Die beiden Renault führten mit deutlichem Vorsprung vor den beiden Williams, als Arnoux in der Parabolica kurz von der Strecke abkam und Prost allein die Spitze überließ.
In der 20. Runde ereignete sich ein schwerer Unfall, als John Watson in den Lesmo-Kurven die Kontrolle über seinen McLaren MP4/1 verlor und derart heftig in die Leitplanken einschlug, dass der Motor aus dem Wagen herausgerissen wurde. Während Watson unverletzt entkam, verunfallte der drei Runden zurückliegende Tyrrell-Pilot Michele Alboreto beim Versuch, dem auf der Strecke liegenden Motor auszuweichen.
Der auf Rang drei liegende Bruno Giacomelli schied in der 16. Runde mit einem Getriebeschaden aus und musste Piquet die Podiumsplatzierung überlassen. In der letzten Runde versagte jedoch dessen Motor. Aufgrund seiner zurückgelegten Distanz wurde er als Sechster hinter Prost, Jones, Reutemann, de Angelis und Pironi gewertet. Reutemann verschaffte sich dadurch wieder drei Punkte Vorsprung in der WM-Tabelle.

## Meldeliste
| Team                           | Nr. | Fahrer             | Chassis         | Motor                    | Reifen |
| ------------------------------ | --- | ------------------ | --------------- | ------------------------ | ------ |
| TAG Williams Team              | 01  | Alan Jones         | Williams FW07C  | Ford Cosworth DFV 3.0 V8 | G      |
| TAG Williams Team              | 02  | Carlos Reutemann   | Williams FW07C  | Ford Cosworth DFV 3.0 V8 | G      |
| Tyrrell Racing Team            | 03  | Eddie Cheever      | Tyrrell 011     | Ford Cosworth DFV 3.0 V8 | A      |
| Tyrrell Racing Team            | 04  | Michele Alboreto   | Tyrrell 011     | Ford Cosworth DFV 3.0 V8 | A      |
| Parmalat Racing Team           | 05  | Nelson Piquet      | Brabham BT49C   | Ford Cosworth DFV 3.0 V8 | G      |
| Parmalat Racing Team           | 06  | Héctor Rebaque     | Brabham BT49C   | Ford Cosworth DFV 3.0 V8 | G      |
| Marlboro McLaren International | 07  | John Watson        | McLaren MP4/1   | Ford Cosworth DFV 3.0 V8 | M      |
| Marlboro McLaren International | 08  | Andrea de Cesaris  | McLaren MP4/1   | Ford Cosworth DFV 3.0 V8 | M      |
| Team ATS                       | 09  | Slim Borgudd       | ATS D5          | Ford Cosworth DFV 3.0 V8 | A      |
| John Player Team Lotus         | 11  | Elio de Angelis    | Lotus 87        | Ford Cosworth DFV 3.0 V8 | G      |
| John Player Team Lotus         | 12  | Nigel Mansell      | Lotus 87        | Ford Cosworth DFV 3.0 V8 | G      |
| Ensign Racing                  | 14  | Eliseo Salazar     | Ensign N180B    | Ford Cosworth DFV 3.0 V8 | A      |
| Équipe Renault Elf             | 15  | Alain Prost        | Renault RE30    | Renault EF1 1.5 V6t      | M      |
| Équipe Renault Elf             | 16  | René Arnoux        | Renault RE30    | Renault EF1 1.5 V6t      | M      |
| March Grand Prix Team          | 17  | Derek Daly         | March 811       | Ford Cosworth DFV 3.0 V8 | A      |
| Fittipaldi Automotive          | 20  | Keke Rosberg       | Fittipaldi F8C  | Ford Cosworth DFV 3.0 V8 | P      |
| Fittipaldi Automotive          | 21  | Chico Serra        | Fittipaldi F8C  | Ford Cosworth DFV 3.0 V8 | P      |
| Marlboro Team Alfa Romeo       | 22  | Mario Andretti     | Alfa Romeo 179D | Alfa Romeo 1260 3.0 V12  | M      |
| Marlboro Team Alfa Romeo       | 23  | Bruno Giacomelli   | Alfa Romeo 179C | Alfa Romeo 1260 3.0 V12  | M      |
| Équipe Talbot Gitanes          | 25  | Patrick Tambay     | Ligier JS17     | Matra MS81 3.0 V12       | M      |
| Équipe Talbot Gitanes          | 26  | Jacques Laffite    | Ligier JS17     | Matra MS81 3.0 V12       | M      |
| Scuderia Ferrari SpA SEFAC     | 27  | Gilles Villeneuve  | Ferrari 126CK   | Ferrari 021 1.5 V6t      | M      |
| Scuderia Ferrari SpA SEFAC     | 28  | Didier Pironi      | Ferrari 126CK   | Ferrari 021 1.5 V6t      | M      |
| Ragno Arrows Beta Racing Team  | 29  | Riccardo Patrese   | Arrows A3B      | Ford Cosworth DFV 3.0 V8 | P      |
| Ragno Arrows Beta Racing Team  | 30  | Siegfried Stohr    | Arrows A3B      | Ford Cosworth DFV 3.0 V8 | P      |
| Osella Squadra Corse           | 31  | Beppe Gabbiani     | Osella FA1B     | Ford Cosworth DFV 3.0 V8 | M      |
| Osella Squadra Corse           | 32  | Jean-Pierre Jarier | Osella FA1C     | Ford Cosworth DFV 3.0 V8 | M      |
| Theodore Racing Team           | 33  | Marc Surer         | Theodore TY01   | Ford Cosworth DFV 3.0 V8 | A      |
| Candy Toleman Motorsport       | 35  | Brian Henton       | Toleman TG181   | Hart 415T 1.5 L4t        | P      |
| Candy Toleman Motorsport       | 36  | Derek Warwick      | Toleman TG181   | Hart 415T 1.5 L4t        | P      |

## Klassifikationen

### Qualifying
| Pos. | Fahrer             | Konstrukteur    | Qualifikationstraining 1 | Qualifikationstraining 1 | Qualifikationstraining 2 | Qualifikationstraining 2 | Start |
| Pos. | Fahrer             | Konstrukteur    | Zeit                     | Ø-Geschwindigkeit        | Zeit                     | Ø-Geschwindigkeit        | Start |
| ---- | ------------------ | --------------- | ------------------------ | ------------------------ | ------------------------ | ------------------------ | ----- |
| 01   | René Arnoux        | Renault         | 1:34,042                 | 222,028 km/h             | 1:33,467                 | 223,394 km/h             | 01    |
| 02   | Carlos Reutemann   | Williams-Ford   | 1:35,153                 | 219,436 km/h             | 1:34,140                 | 221,797 km/h             | 02    |
| 03   | Alain Prost        | Renault         | 1:34,492                 | 220,971 km/h             | 1:34,374                 | 221,247 km/h             | 03    |
| 04   | Jacques Laffite    | Ligier-Matra    | 1:36,529                 | 216,308 km/h             | 1:35,062                 | 219,646 km/h             | 04    |
| 05   | Alan Jones         | Williams-Ford   | 1:35,983                 | 217,539 km/h             | 1:35,358                 | 218,964 km/h             | 05    |
| 06   | Nelson Piquet      | Brabham-Ford    | 1:35,449                 | 218,756 km/h             | 1:35,484                 | 218,675 km/h             | 06    |
| 07   | John Watson        | McLaren-Ford    | 1:35,795                 | 217,965 km/h             | 1:35,557                 | 218,508 km/h             | 07    |
| 08   | Didier Pironi      | Ferrari         | 1:35,977                 | 217,552 km/h             | 1:35,596                 | 218,419 km/h             | 08    |
| 09   | Gilles Villeneuve  | Ferrari         | 1:35,627                 | 218,348 km/h             | 1:55,012                 | 181,546 km/h             | 09    |
| 10   | Bruno Giacomelli   | Alfa Romeo      | 1:38,617                 | 211,728 km/h             | 1:35,946                 | 217,622 km/h             | 10    |
| 11   | Elio de Angelis    | Lotus-Ford      | 1:36,158                 | 217,143 km/h             | 1:36,309                 | 216,802 km/h             | 11    |
| 12   | Nigel Mansell      | Lotus-Ford      | 1:38,100                 | 212,844 km/h             | 1:36,210                 | 217,025 km/h             | 12    |
| 13   | Mario Andretti     | Alfa Romeo      | 1:37,166                 | 214,890 km/h             | 1:36,296                 | 216,831 km/h             | 13    |
| 14   | Héctor Rebaque     | Brabham-Ford    | 1:37,131                 | 214,967 km/h             | 1:36,472                 | 216,436 km/h             | 14    |
| 15   | Patrick Tambay     | Ligier-Matra    | 1:36,515                 | 216,339 km/h             | 1:36,545                 | 216,272 km/h             | 15    |
| 16   | Andrea de Cesaris  | McLaren-Ford    | keine Zeit               | –                        | 1:37,019                 | 215,216 km/h             | 16    |
| 17   | Eddie Cheever      | Tyrrell-Ford    | 1:38,736                 | 211,473 km/h             | 1:37,160                 | 214,903 km/h             | 17    |
| 18   | Jean-Pierre Jarier | Osella-Ford     | 1:38,167                 | 212,699 km/h             | 1:37,264                 | 214,673 km/h             | 18    |
| 19   | Derek Daly         | March-Ford      | 1:38,852                 | 211,225 km/h             | 1:37,309                 | 214,574 km/h             | 19    |
| 20   | Riccardo Patrese   | Arrows-Ford     | 1:37,355                 | 214,473 km/h             | 1:37,522                 | 214,106 km/h             | 20    |
| 21   | Slim Borgudd       | ATS-Ford        | 1:39,106                 | 210,684 km/h             | 1:37,807                 | 213,482 km/h             | 21    |
| 22   | Michele Alboreto   | Tyrrell-Ford    | 1:38,411                 | 212,171 km/h             | 1:37,912                 | 213,253 km/h             | 22    |
| 23   | Brian Henton       | Toleman-Hart    | 1:41,369                 | 205,980 km/h             | 1:38,012                 | 213,035 km/h             | 23    |
| 24   | Eliseo Salazar     | Ensign-Ford     | 1:39,033                 | 210,839 km/h             | 1:38,053                 | 212,946 km/h             | 24    |
| DNQ  | Marc Surer         | Theodore-Ford   | 1:38,778                 | 211,383 km/h             | 1:38,114                 | 212,814 km/h             | –     |
| DNQ  | Beppe Gabbiani     | Osella-Ford     | 1:40,930                 | 206,876 km/h             | 1:38,474                 | 212,036 km/h             | –     |
| DNQ  | Derek Warwick      | Toleman-Hart    | 1:39,936                 | 208,934 km/h             | 1:39,279                 | 210,316 km/h             | –     |
| DNQ  | Siegfried Stohr    | Arrows-Ford     | 1:39,713                 | 209,401 km/h             | 1:39,776                 | 209,269 km/h             | –     |
| DNQ  | Keke Rosberg       | Fittipaldi-Ford | 1:42,229                 | 204,247 km/h             | 1:40,345                 | 208,082 km/h             | –     |
| DNQ  | Chico Serra        | Fittipaldi-Ford | 1:41,185                 | 206,355 km/h             | 1:40,437                 | 207,892 km/h             | –     |

### Rennen
| Pos. | Fahrer             | Konstrukteur  | Runden | Stopps | Zeit       | Start | Schnellste Runde |
| ---- | ------------------ | ------------- | ------ | ------ | ---------- | ----- | ---------------- |
| 01   | Alain Prost        | Renault       | 52     | 0      | 1:26:33,90 | 03    | 1:37,702         |
| 02   | Alan Jones         | Williams-Ford | 52     | 0      | + 22,18    | 05    | 1:37,536         |
| 03   | Carlos Reutemann   | Williams-Ford | 52     | 0      | + 50,59    | 02    | 1:37,528 (48.)   |
| 04   | Elio de Angelis    | Lotus-Ford    | 52     | 0      | + 1:32,90  | 11    | 1:38,496         |
| 05   | Didier Pironi      | Ferrari       | 52     | 0      | + 1:34,52  | 08    | 1:39,652         |
| 06   | Nelson Piquet      | Brabham-Ford  | 51     | 0      | DNF        | 06    | 1:37,590         |
| 07   | Andrea de Cesaris  | McLaren-Ford  | 51     | 0      | DNF        | 16    | 1:39,481         |
| 08   | Bruno Giacomelli   | Alfa Romeo    | 50     | 2      | + 2 Runden | 10    | 1:37,893         |
| 09   | Jean-Pierre Jarier | Osella-Ford   | 50     | 0      | + 2 Runden | 18    | 1:41,835         |
| 10   | Brian Henton       | Toleman-Hart  | 49     | 0      | + 3 Runden | 23    | 1:43,825         |
| –    | Mario Andretti     | Alfa Romeo    | 40     | 0      | DNF        | 13    | 1:39,585         |
| –    | Derek Daly         | March-Ford    | 36     | 0      | DNF        | 19    | 1:39,139         |
| –    | Patrick Tambay     | Ligier-Matra  | 22     | 0      | DNF        | 15    | 1:38,575         |
| –    | Nigel Mansell      | Lotus-Ford    | 21     | 0      | DNF        | 12    | 1:40,257         |
| –    | John Watson        | McLaren-Ford  | 19     | 0      | DNF        | 07    | 1:39,386         |
| –    | Riccardo Patrese   | Arrows-Ford   | 18     | 0      | DNF        | 20    | 1:40,045         |
| –    | Michele Alboreto   | Tyrrell-Ford  | 17     | 0      | DNF        | 22    | 1:40,628         |
| –    | Eliseo Salazar     | Ensign-Ford   | 13     | 0      | DNF        | 24    | 1:40,131         |
| –    | René Arnoux        | Renault       | 12     | 0      | DNF        | 01    | 1:37,886         |
| –    | Jacques Laffite    | Ligier-Matra  | 11     | 0      | DNF        | 04    | 1:38,532         |
| –    | Eddie Cheever      | Tyrrell-Ford  | 11     | 0      | DNF        | 17    | 1:40,165         |
| –    | Slim Borgudd       | ATS-Ford      | 10     | 0      | DNF        | 21    | 1:41,117         |
| –    | Gilles Villeneuve  | Ferrari       | 5      | 0      | DNF        | 09    | 1:39,814         |
| –    | Héctor Rebaque     | Brabham-Ford  | 1      | 0      | DNF        | 14    | 4:28,329         |

## WM-Stände nach dem Rennen
Die ersten sechs des Rennens bekamen 9, 6, 4, 3, 2 bzw. 1 Punkt(e). In der Fahrerwertung wurden die besten elf Resultate, in der Konstrukteurswertung alle Resultate gewertet.

### Fahrerwertung
| Pos. | Fahrer            | Konstrukteur                | Punkte |
| ---- | ----------------- | --------------------------- | ------ |
| 01   | Carlos Reutemann  | Williams-Ford               | 49     |
| 02   | Nelson Piquet     | Brabham-Ford                | 46     |
| 03   | Alan Jones        | Williams-Ford               | 37     |
| 04   | Alain Prost       | Renault                     | 37     |
| 05   | Jacques Laffite   | Ligier-Matra                | 34     |
| 06   | John Watson       | McLaren-Ford                | 21     |
| 07   | Gilles Villeneuve | Ferrari                     | 21     |
| 08   | Elio de Angelis   | Lotus-Ford                  | 13     |
| 09   | Héctor Rebaque    | Brabham-Ford                | 11     |
| 10   | René Arnoux       | Renault                     | 11     |
| 11   | Riccardo Patrese  | Arrows-Ford                 | 10     |
| 12   | Eddie Cheever     | Tyrrell-Ford                | 10     |
| 13   | Didier Pironi     | Ferrari                     | 9      |
| 14   | Nigel Mansell     | Lotus-Ford                  | 5      |
| 15   | Marc Surer        | Ensign-Ford / Theodore-Ford | 4      |
| 16   | Mario Andretti    | Alfa Romeo                  | 3      |
| 17   | Patrick Tambay    | Theodore-Ford / Ligier-Ford | 1      |

| Pos. | Fahrer                | Konstrukteur               | Punkte |
| ---- | --------------------- | -------------------------- | ------ |
| 18   | Andrea de Cesaris     | McLaren-Ford               | 1      |
| 19   | Slim Borgudd          | ATS-Ford                   | 1      |
| 20   | Eliseo Salazar        | March-Ford / Ensign-Ford   | 1      |
| 21   | Jean-Pierre Jarier    | Ligier-Matra / Osella-Ford | 0      |
| 22   | Derek Daly            | March-Ford                 | 0      |
| 23   | Bruno Giacomelli      | Alfa Romeo                 | 0      |
| 24   | Siegfried Stohr       | Arrows-Ford                | 0      |
| 25   | Chico Serra           | Fittipaldi-Ford            | 0      |
| 26   | Keke Rosberg          | Fittipaldi-Ford            | 0      |
| 27   | Michele Alboreto      | Tyrrell-Ford               | 0      |
| 28   | Brian Henton          | Toleman-Hart               | 0      |
| 29   | Jan Lammers           | ATS-Ford                   | 0      |
| 30   | Ricardo Zunino        | Tyrrell-Ford               | 0      |
| 31   | Piercarlo Ghinzani    | Osella-Ford                | 0      |
| –    | Miguel Ángel Guerra   | Osella-Ford                | 0      |
| –    | Beppe Gabbiani        | Osella-Ford                | 0      |
| –    | Jean-Pierre Jabouille | Ligier-Matra               | 0      |

### Konstrukteurswertung
| Pos. | Konstrukteur  | Punkte |
| ---- | ------------- | ------ |
| 01   | Williams-Ford | 86     |
| 02   | Brabham-Ford  | 57     |
| 03   | Renault       | 48     |
| 04   | Ligier-Matra  | 34     |
| 05   | Ferrari       | 30     |
| 06   | McLaren-Ford  | 22     |
| 07   | Lotus-Ford    | 18     |
| 08   | Arrows-Ford   | 10     |
| 09   | Tyrrell-Ford  | 10     |

| Pos. | Konstrukteur    | Punkte |
| ---- | --------------- | ------ |
| 10   | Ensign-Ford     | 5      |
| 11   | Alfa Romeo      | 3      |
| 12   | Theodore-Ford   | 1      |
| 13   | ATS-Ford        | 1      |
| 14   | Fittipaldi-Ford | 0      |
| 15   | Osella-Ford     | 0      |
| 16   | March-Ford      | 0      |
| 17   | Toleman-Hart    | 0      |